# Mia
Mia és un nom de pila femení, originat com a hipocorístic de diversos noms no relacionats.
Normalment es deriva del nom Maria i les seves variants (Miriam, Maryam, Mary ), però també s'han donat casos que s'utilitza com a hipocorístic de noms com Amalia , Amelia , Emilia , Emily, Salomé (Solomia) o Maya .
El nom s'ha associat popularment amb la paraula italiana miai la paraula castellana mía, tots dos signifiquen "meva", i també reconegut com una derivació de la paraula eslava mila, que significa "estimat".

## Popularitat
Fa temps que s'utilitza com a hipocorístic. Mia està registrat com un nom oficial als Estats Units des de la dècada de 1960, i es va popularitzar entre la dècada de 1990 i la dècada de 2010, des del lloc 316 el 1994 al lloc 30 el 2004 i més endavant fins al lloc 6 a 2013 – 2015. De la mateixa manera, va arribar al lloc 7 a Austràlia a partir del 2013.

## Individus notables

### Nom de pila
- Mia Alvar, escriptora filipina-americana establerta a Nova York
- Mia Boman (nascuda el 1975), jugadora de curling i entrenadora de curling sueca
- Mia Brownell (nascuda el 1971), artista visual nord-americana
- Mia Davies (nascuda el 1978), política australiana
- Mia Goth (nascuda el 1993), actriu anglesa
- Mia Hagman (nascuda el 1979), nedadora de braça finlandesa
- Mia Khalifa, personalitat mediàtica nord-americana i antiga actriu pornogràfica
- Mia Kilburg (nascuda el 1989), patinadora de velocitat nord-americana i ciclista de carreres professional
- Mia Kirshner (nascuda el 1975), actriu canadenca
- Mia Mamede (nascuda el 1995), model, actriu i titular del concurs de bellesa brasilera
- Mia Malkova, personalitat mediàtica i actriu pornogràfica nord-americana
- Mia May (1884–1980), actriu austríaca
- Mia Michaels (nascuda el 1966), coreògrafa nord-americana
- Mia Mottley (nascuda el 1965), primera ministra de Barbados
- Mia Newley (nascuda el 1988), jugadora de bàsquet australiana
- Mia Pojatina (nascuda el 1995), model croata
- Mia Sara (nascuda el 1967), actriu nord-americana
- Mia Strömmer (nascuda el 1974), llançadora de martell finlandesa
- Mia Tyler (nascuda el 1978), actriu nord-americana
- Mia Wasikowska (nascuda el 1989), actriu australiana
- Mia Wray (nascuda el 1995), cantautora pop australiana
- Mia Zapata (1965–1993), músic estatunidenca
- Mia Zutter (nascuda el 1999), atleta paralímpica nord-americana que competeix en esquí nòrdic

### Hipocorístic
- Mia Aegerter (Myriam), cantant i actriu pop suïssa
- Mia Farrow (María), actriu americana
- Mia Hamm (Mariel Margaret), jugadora de futbol americana
- Mia Matthes (Mariette, 1920–2010), fotògrafa canadenca
- Mia Rose (Maria), cantant britànic-portuguesa

### Pseudònims
- Mia (cantant), cantant i presentadora de televisió lituana
- Mia Martini, pseudònim de Domenica Berté, cantant italiana
- Mia Murano (未亜), model i actriu japonesa
- Mia X, rapera, cantautora i actriu estatunidenca

## Personatges de ficció
- Baby Mia, la germana petita de Molly que apareix per primera vegada a "Bubble Baby!" a la sèrie de televisió animada nord-americana Bubble Guppies
- Mia, a la sèrie web britànica Corner Shop Show
- Mia (<i id="mwhw">.hack</i> )
- Mia (<i id="mwig">Torre fosca</i> )
- Mia, un personatge principal de <i id="mwjQ">Lego Friends</i>
- Mia, el personatge principal de Mia and Me
- Mia, a la pel·lícula nord-americana La La Land del 2016
- Mia, un personatge de Fire Emblem: Path of Radiance
- Mia, un personatge de Golden Sun
- Mia, un ratolí, el personatge principal de la sèrie de programari educatiu Mia's Big Adventure Collection
- Mia (<i id="mwoA">Two and a Half Men</i> ), un personatge del programa de televisió Two and a Half Men
- Mia Allen, de The Evil Dead
- Mia Ausa, un personatge complet de Lunar: Silver Star Story
- Mia Dearden, un personatge de còmic
- Mía Colucci, a la telenovela Rebelde Way</link> (2002–03)
- Mía Colucci, a la telenovela Rebelde</link> (2004–06)
- Mia Elliott, a la telenovel·la americana Love Is a Many Splendored Thing
- Mia Fey, un personatge de Phoenix Wright
- Mia Hall, protagonista de la novel·la i pel·lícula de If I Stay
- Mia Havero, personatge principal i narradora de la novel·la guanyadora del premi Nebula de 1968 d' Alexei Panshin Rite of Passage
- Mia Jones, un personatge de Degrassi: The Next Generation
- Mia Lewis, a la sèrie de televisió Californication
- Mia Rio, a Yandere Simulator
- Mia St. Clair, un personatge de American Girl
- Mia Thermopolis, un personatge principal de The Princess Diaries i The Princess Diaries 2: Royal Engagement
- Mia Toretto, protagonista de The Fast and Furious
- Mia Townsend, un personatge de Need for Speed: Most Wanted
- Mia Wallace, un personatge de Pulp Fiction
- Mia Warren, un personatge de la novel·la Little Fires Everywhere de Celeste Ng del 2017 i de la minisèrie del 2020 amb el mateix nom
- Mia Watanabe, de Power Rangers Samurai
- Mia Karnstein, de Code Vein
- Mia the Kitten, a la sèrie de televisió animada americana T.O.T.S.